# Sân vận động Thể thao Indira Gandhi
Sân vận động Thể thao Indira Gandhi (tiếng Anh: Indira Gandhi Athletic Stadium), còn được gọi là Sân vận động Sarusajai, là một sân vận động đa năng ở Guwahati, Assam, Ấn Độ. Hiện tại, đây là sân nhà của NorthEast United FC. Bên cạnh việc tổ chức các trận đấu bóng đá, sân vận động này còn được sử dụng cho các môn thi đấu điền kinh. Sân có sức chứa tổng cộng là 35.000 người, sau đó giảm xuống còn 25.000 người do lắp đặt ghế đơn để tổ chức Giải vô địch bóng đá U-17 thế giới 2017, giải đấu được tổ chức tại Ấn Độ. Nơi đây là địa điểm chính của Đại hội Thể thao Quốc gia Ấn Độ lần thứ 33 vào năm 2007, và Đại hội Thể thao Nam Á lần thứ 12 vào năm 2016. Sân vận động đã tổ chức Hội nghị thượng đỉnh các nhà đầu tư toàn cầu Assam vào ngày 3 và 4 tháng 2 năm 2018 và Giải thưởng Filmfare lần thứ 65 vào ngày 15 tháng 2 năm 2020.
Kỷ lục khán giả của sân vận động này là 32.844 khán giả, được thiết lập trong trận đấu ISL giữa câu lạc bộ địa phương NorthEast United và đội khách Chennaiyin vào ngày 20 tháng 10 năm 2016. Đây là số lượng khán giả dự khán một trận đấu bóng đá cao nhất ở Assam.